# Адлер, Сара (1858)
Са́ра А́длер (урождённая Сара Эльевна Леви́цкая, до замужества — Льюис; 26 мая 1858, Одесса — 28 апреля 1953, Нью-Йорк) — российская и американская актриса еврейского театра.

## Биография
Сара Левицкая родилась в Одессе. Жена известного театрального актёра и антрепренёра Якова Адлера (с 1891 года). Дочь — театральный педагог Стелла Адлер, сын — Лютер Адлер
Играла в труппе еврейского театра в России до 1883 года. С 1884 года жила в Нью-Йорке. Актриса еврейского театра более тридцати лет.
Сара Адлер умерла в 1953 году. Была похоронена на кладбище Маунт-Кармел.

## Фильмография
| Год  |   | Русское название | Оригинальное название | Роль           |
| ---- | - | ---------------- | --------------------- | -------------- |
| 1914 | ф | Грехи родителей  | Sins of the Parents   | Лора Хендерсон |